# Olteniţa
Oltenița ( udtale: olˈtenitsa) er en by i Călărași, Muntenien, Rumænien, på den venstre bred af floden Argeș, hvor den munder ud i Donau.

## Geografi
Byen ligger i den sydvestlige del af distriktet; den ligger på den modsatte side af Donau fra den bulgarske by Tutrakan.
Byen har 22.624 (2021) indbyggere.
Den nationale vej DN4 forbinder Oltenița med Bukarest, 64 km mod nordvest. Vej DN31 forbinder den med distriktshovedstaden, Călăraşi, 69 km mod øst, og vej DN41 forbinder den med Giurgiu, 76 km mod vest.
Oltenița jernbanestation, der ligger nær krydset af disse tre veje, betjener Rumæniens Statsbaner (CFR) (Căile Ferate Române) Linje 801, som forbinder byen med Bukarest (Titan Sud og Obor-stationerne).

## Galleri
- Det arkæologiske museum
- Sundhedshus
- Sankt Nicholaskirken
- Donaufloden ved Oltenița